# Gohor (gmina)
Gohor – gmina w Rumunii, w okręgu Gałacz. Obejmuje miejscowości Gara Berheci, Gohor, Ireasca, Nărtești i Poșta. W 2011 roku liczyła 3193 mieszkańców. 